# Hấp phụ hóa học
Hấp phụ hóa học là quá trình hấp phụ gây ra bởi lực có bản chất hóa học. Hấp phụ hóa học thường xảy ra ở nhiệt độ cao với tốc độ hấp phụ cao. Nhiệt hấp phụ hóa học khoảng 80-400 kJ/mol, tương đương với lực liên kết hoá học. Hấp phụ hóa học thường kèm theo sự hoạt hoá phân tử bị hấp phụ nên còn được gọi là hấp phụ hoạt hoá. Hấp phụ hóa học là giai đoạn đầu của phản ứng xúc tác dị thể. Hấp phụ hóa học về bản chất khác với hấp phụ vật lý.

## Đặc trưng hấp phụ hóa học
- Xảy ra ở nhiệt độ cao
- Loại tương tác: mạnh, xảy ra liên kết cộng hóa trị giữa chất bị hấp phụ và bề mặt
- Entanpi cao: 50 kJ/mol < ΔH < 800 kJ/mol
- Chỉ xảy ra hấp phụ đơn lớp
- Có năng lượng hoạt hóa cao
- Mật độ electron tăng lên ở bề mặt phân cách chất hấp phụ-chất bị hấp phụ
- Chỉ xảy ra thuận nghịch ở nhiệt độ cao

## Ứng dụng
Hấp phụ hóa học được các nhà hóa học sử sụng để nghiên cứu các phản ứng xúc tác, đặc biệt là các phản ứng xúc tác dị thể. Ở đó, các chất xúc tác là các pha rắn, trong nhiều trường hợp các chất bị hấp phụ liên kết với bề mặt rắn của xúc tác và tạo thành các liên kết hóa học.